# Branchio-skeleto-genitales Syndrom
Das Branchio-skeleto-genitale Syndrom ist ein sehr seltenes Fehlbildungssyndrom mit einer Kombination von Kiemenbogendefekt, Skelettdysplasie und Hypospadie.
Synonyme sind: BSG-Syndrom; Elsahy-Waters-Syndrom.
Die Erstbeschreibung stammt aus dem Jahre 1971 durch die kanadischen Ärzte Nabil I. Elsahy und Reid Waters.

## Verbreitung
Die Häufigkeit wird mit unter 1 zu 1.000.000 angegeben, die Vererbung erfolgt autosomal-rezessiv oder X-chromosomal dominant.

## Ursache
Der Erkrankung liegen Mutationen im CDH11-Gen auf Chromosom 16 Genort q21 zugrunde.
Mutationen in diesem Gen finden sich auch beim Hypertelorismus vom Typ Teebi Typ 2.

## Klinische Erscheinungen
Klinische Kriterien sind:
- Intelligenzminderung, Entwicklungsretardierung, Epilepsie
- Gesichtsdysmorphie, Gesichtsasymmetrie, Hypoplasie der Maxilla, Prognathie, Kieferzysten, Gaumenspalte, breite flache Nase, quere Hautfalten über der Nasenwurzel, Hypertelorismus, Strabismus, Ptosis, Nystagmus
- Skelettauffälligkeiten: Brachyzephalie, Trichterbrust, Fusion des 2. und 3. Halswirbels
- Hypospadie
- Zahnanomalien, Dentindysplasie, Zahnfehlstellungen

Schwerhörigkeit kann zusätzlich auftreten.

## Diagnose
Die Diagnose ergibt sich aus der Kombination klinischer Befunde und kann durch humangenetische Untersuchung gesichert werden.

## Differentialdiagnostik
Abzugrenzen sind andere Syndrome mit vergröberten Gesichtszügen und geistiger Behinderung wie
- Coffin-Lowry-Syndrom
- α-Thalassämie-Geistige-Retardierung-Syndrom
- Fragiles-X-Syndrom
- Sotos-Syndrom
- Williams-Beuren-Syndrom
- ATR-X-Syndrom